# دیمیتری یاشویلی
دیمیتری یاشویلی ( انگلیسی: Dimitri Yachvili؛ زادهٔ ۱۹ سپتامبر ۱۹۸۰) بازیکن راگبی ۱۵ نفره در پست Scrum-half ارمنی‌تبار اهل فرانسه است.

## تیم ملی
وی همچنین در تیم ملی راگبی ۱۵ نفره فرانسه بازی کرده‌است.

## زندگی‌ شخصی
وی در ۱۹ سپتامبر ۱۹۸۰ ‏در بریو-لا-گیارد از پدری گرجی و مادری ارمنی به دنیا آمد . گرگور یاشویلی برادر وی می‌باشد.